# Gonzague Olivier

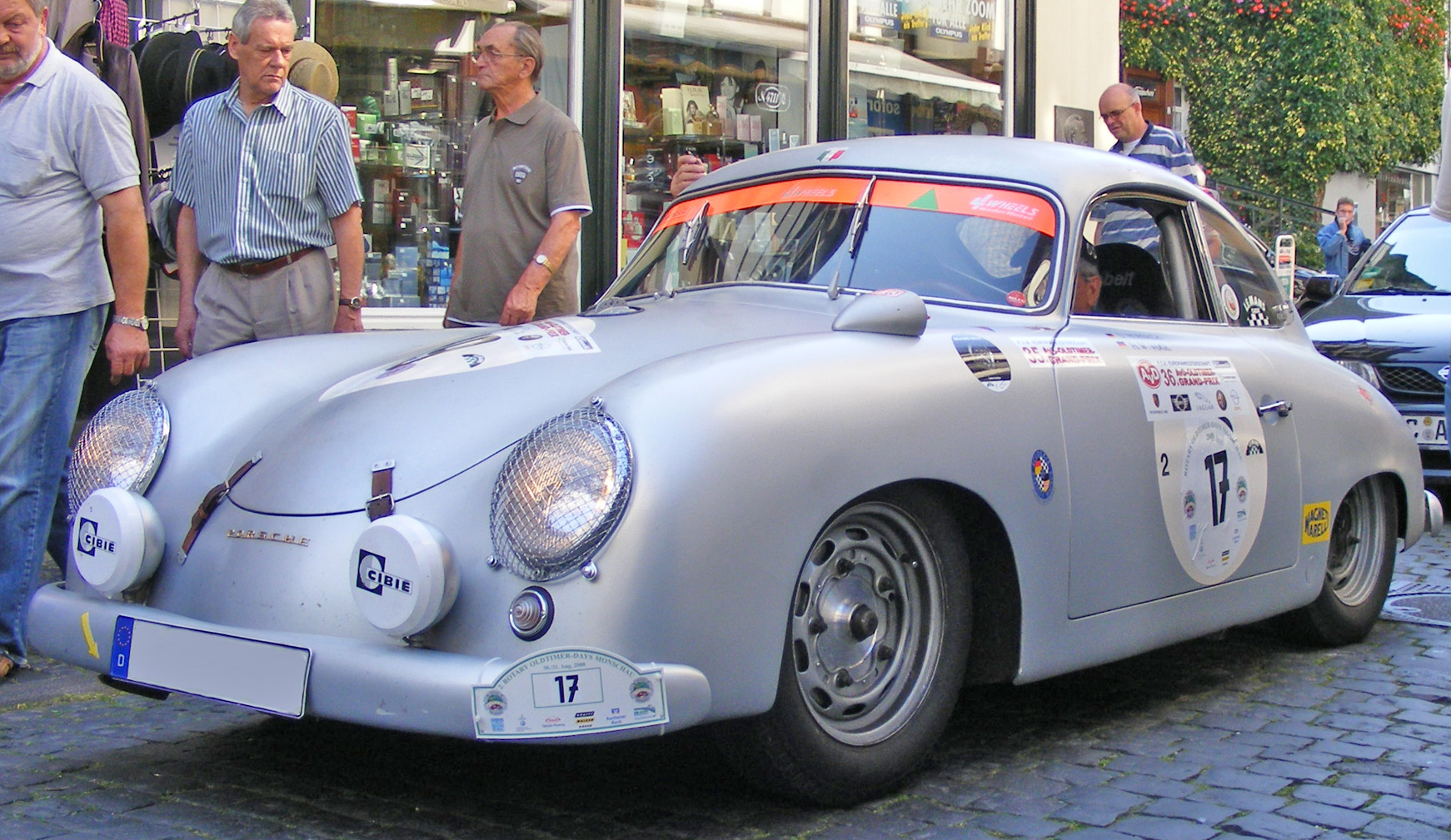
Porsche 356 1500; mit diesem Porsche-Modell bestritt Olivier seine ersten Rallyes

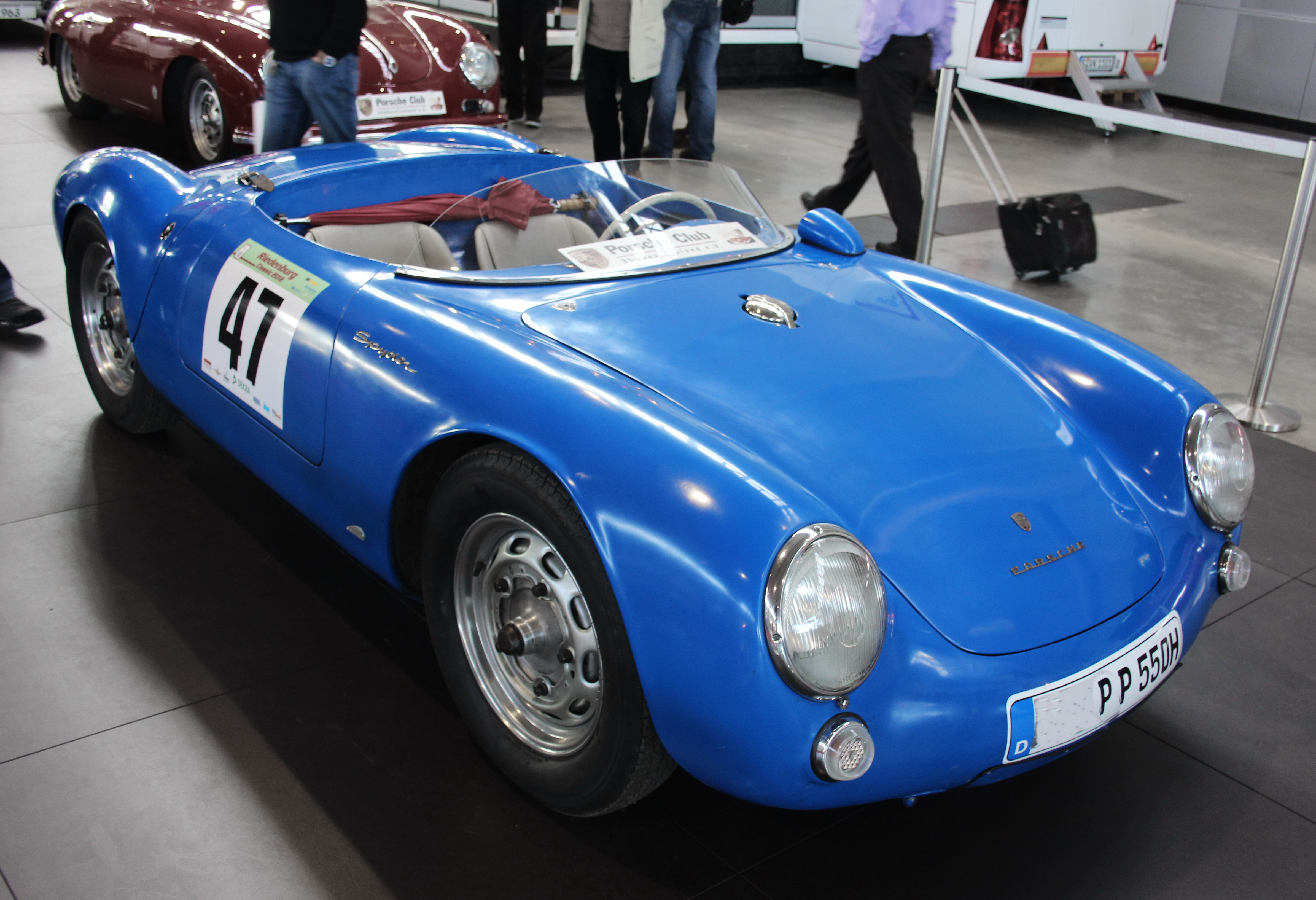
Porsche 550 RS Spyder

Gonzague Marie Maurice Raphaël Olivier (* 27. September 1921 in Croix, Pas-de-Calais; † 30. Januar 2013 in Villeneuve-d’Ascq) war ein französischer Autorennfahrer und Bootsbauer. 

## Karriere
Gonzague Olivier wird in einigen Ergebnislisten und Publikationen, die sich mit Sportwagenrennen befassen, als Gustave Olivier bezeichnet. Es handelt sich dabei augenscheinlich um eine Verwechslung des Vornamens, denn über einen Gustave Olivier ist im Zusammenhang mit dem Thema Motorsport nichts bekannt. Im Unterschied sind Leben und Aktivitäten von Gonzague Olivier ausreichend belegt.
Olivier war ein vielseitiger Sportler. In seiner Jugend fuhr er Wasserski, eine in den späten 1930er-Jahren in Frankreich aufkommende Sportart, und konnte einige nationale Preise gewinnen. Nach dem Ende der Motorsportkarriere konstruierte und baute er in den 1960er-Jahren Außenborder-Motorboote und Motoren, die heute gesuchte und teure Vintage-Boote und Aggregate sind.
Bis zu dessen Tod 1976 war er mit Auguste Veuillet, dem ersten Porsche-Importeur Frankreichs, befreundet. 1965 stieg sein Sohn Jean-Claude in das von Veuillet gegründete Unternehmen Sonauto ein und baute in der Folge das französische Yamaha-Händlernetz auf.
Als Rennfahrer war Olivier vor allem in seinem Heimatland aktiv. Er bestritt Rallyes und ging bei Rundstreckenrennen an den Start. Mit der Belgierin Gilberte Thirion als Partnerin feierte er 1953 auf einem Porsche 356 1500S einen Klassensieg bei der Tour de Belgique für Automobile. 1954 beendete das Duo die Rallye des Routes du Nord als Gesamtvierte. Auf der Rundstrecke war sein erster Erfolg der zweite Rang hinter Veuillet bei einem lokalen Rennen in Bordeaux 1952. Einen Monat später, im Juni 1952, wurde er Gesamtachter beim 12-Stunden-Rennen von Hyères. Sein Partner war Bernard Dubly, das Rennfahrzeug ein Simca 8 Sport. In Hyères war er noch zwei weitere Male am Start. Die beste Schlussplatzierung erreichte er 1953 als gemeinsam mit Veuillet Vierter wurde. Gewonnen wurde das 12-Stunden-Rennen von Peter Whitehead und Tom Cole auf einem Jaguar C-Type. 1954 gewann er den Coupe du Printemps auf dem Autodrome de Linas-Montlhéry und 1955 auf derselben Rennstrecke das 24-Stunden-Rennen von Paris, auch bekannt als Bol d'Or.
Für einen französischen Rennfahrer fast verpflichtend war ein Antreten beim 24-Stunden-Rennen von Le Mans. 1954, beim zweiten seiner insgesamt drei Starts, gewann er gemeinsam mit Zora Arkus-Duntov den Rennklasse vor Fahrzeuge zwischen 0,7 und 1,1-Liter-Hubraum.

## Statistik

### Le-Mans-Ergebnisse
| Jahr | Team             | Fahrzeug                     | Teamkollege       | Platzierung             | Ausfallgrund |
| ---- | ---------------- | ---------------------------- | ----------------- | ----------------------- | ------------ |
| 1953 | Gonzague Olivier | Porsche 356                  | Eugène Martin     | Ausfall                 | Motorschaden |
| 1954 | Porsche KG       | Porsche 550/4 RS 1500 Spyder | Zora Arkus-Duntov | Rang 14 und Klassensieg |              |
| 1955 | Gonzague Olivier | Porsche 550/4 Spyder         | Josef Jeser       | Rang 18                 |              |

### Einzelergebnisse in der Sportwagen-Weltmeisterschaft
| Saison | Team             | Rennwagen   | 1   | 2   | 3   | 4   | 5   | 6   | 7   |
| ------ | ---------------- | ----------- | --- | --- | --- | --- | --- | --- | --- |
| 1953   | Gonzague Olivier | Porsche 356 | SEB | MIM | LEM | SPA | NÜR | RTT | CAP |
| 1953   | Gonzague Olivier | Porsche 356 | DNF |     |     |     |     |     |     |
| 1954   | Porsche          | Porsche 550 | BUA | SEB | MIM | LEM | RTT | CAP |     |
| 1954   | Porsche          | Porsche 550 | 14  |     |     |     |     |     |     |
| 1955   | Gonzague Olivier | Porsche 550 | BUA | SEB | MIM | LEM | RTT | TAR |     |
| 1955   | Gonzague Olivier | Porsche 550 | 18  |     |     |     |     |     |     |